# أوريليان دوفال
ʁ
أوريليان دوفال (بالفرنسية: Aurélien Duval)‏ هو دراج فرنسي، ولد في 29 يونيو 1988 في سيدان في فرنسا.

## وصلات خارجية
- أوريليان دوفال على موقع أرشيف الدراجات (الإنجليزية)
- أوريليان دوفال على موقع إحصائيات الدراجات الإحترافية (الإنجليزية)
- أوريليان دوفال على موقع نسبة الدراجات (الإنجليزية)